# Farino
Ne doit pas être confondu avec Farinole (homonymie) ou Favino.
Farino (Udi Pwee en xârâcùù) est une commune française de Nouvelle-Calédonie située dans la Province sud, côté ouest, la plus petite du territoire, à environ 120 km au nord-ouest de Nouméa, à proximité de La Foa, Sarraméa, Moindou et Bourail.
La commune, bien que n'abritant aucune tribu, fait partie de l'aire coutumière Xaracuu.

## Géographie
Le point culminant de la commune, le Pic Vincent, atteint une hauteur de 850 mètres. Elle est, avec la commune voisine de Sarraméa, la seule municipalité néo-calédonienne à ne pas avoir d'accès à la mer.
La commune enclavée est limitrophe uniquement de trois communes de la côte ouest : La Foa, Sarraméa, Moindou.

## Histoire
Cette commune s'est constituée avec des pionniers en majorité corses, professionnels de la culture du café,et de l'élevage de bétails  présents en Nouvelle-Calédonie depuis le XIXe siècle. Le nom Farino viendrait de Farinole, une commune de la Haute-Corse. Farino est la commune où naquit l'écrivain Jean Mariotti, lui-même d'origine corse, et qui demeure dans la conscience collective calédonienne comme une référence intellectuelle.

## Administration
| Période                                  | Période  | Identité        | Étiquette                                     | Qualité |
| ---------------------------------------- | -------- | --------------- | --------------------------------------------- | ------- |
| Les données manquantes sont à compléter. |          |                 |                                               |         |
| 1961                                     | 2001     | Henri Mariotti  | FRS puis UNR puis UD puis PNC puis FC puis FN |         |
| 2001                                     | 2014     | Ghislaine Arlie | RPCR puis Le Rassemblement-UMP                |         |
| 2014                                     | En cours | Régis Roustan   | Calédonie ensemble                            |         |

## Population et société

### Démographie
L'évolution du nombre d'habitants est connue à travers les recensements de la population effectués dans la commune depuis 1956. À partir de 2006, les populations légales des communes sont publiées annuellement par l'Insee, mais la loi relative à la démocratie de proximité du 27 février 2002 a, dans ses articles consacrés au recensement de la population, instauré des recensements de la population tous les cinq ans en Nouvelle-Calédonie, en Polynésie française, à Mayotte et dans les îles Wallis-et-Futuna, ce qui n’était pas le cas auparavant. Ce recensement se fait en liaison avec l'Institut de la statistique et des études économiques (ISEE), institut de la statistique de la Nouvelle-Calédonie. Pour la commune, le premier recensement exhaustif entrant dans le cadre du nouveau dispositif a été réalisé en 2004, les précédents recensements ont eu lieu en 1996, 1989, 1983, 1976, 1969, 1963 et 1956.
En 2019, la commune comptait 712 habitants, en augmentation de 16,34 % par rapport à 2014 (Nouvelle-Calédonie : +0,98 %).
Avec 712 habitants en 2019, elle est la deuxième commune la moins peuplée de Nouvelle-Calédonie (avant 2014, elle était la moins peuplée), et est la seconde plus petite, juste après Nouméa, avec une superficie de 48 km2. Sa densité est légèrement inférieure à la moyenne du Territoire, à 14,83 hab./km2.
| 1956 | 1963 | 1969 | 1976 | 1983 | 1989 | 1996 | 2004 | 2009 |
| ---- | ---- | ---- | ---- | ---- | ---- | ---- | ---- | ---- |
| 142  | 172  | 161  | 194  | 253  | 237  | 279  | 459  | 598  |

| 2014 | 2019 | - | - | - | - | - | - | - |
| ---- | ---- | - | - | - | - | - | - | - |
| 612  | 712  | - | - | - | - | - | - | - |

## Culture locale et patrimoine

### Lieux et monuments
- Chapelle Notre-Dame-de-la-Paix de Farino.

### Activités
- sentiers de randonnée, botaniques (forêt primaire), équestres, pédestres et VTT, sentier de la Petite Cascade, Parc de Grandes Fougères,
- hébergement, refuge, bungalows, camping, gîtes, chalets,
- restauration, tables d'hôtes,
- produits locaux : café arabica (Grand Cru Bourbon Pointu), confitures, fruits...
- écotourisme rural, (Marie Fogliani),

### Manifestations culturelles et festivités

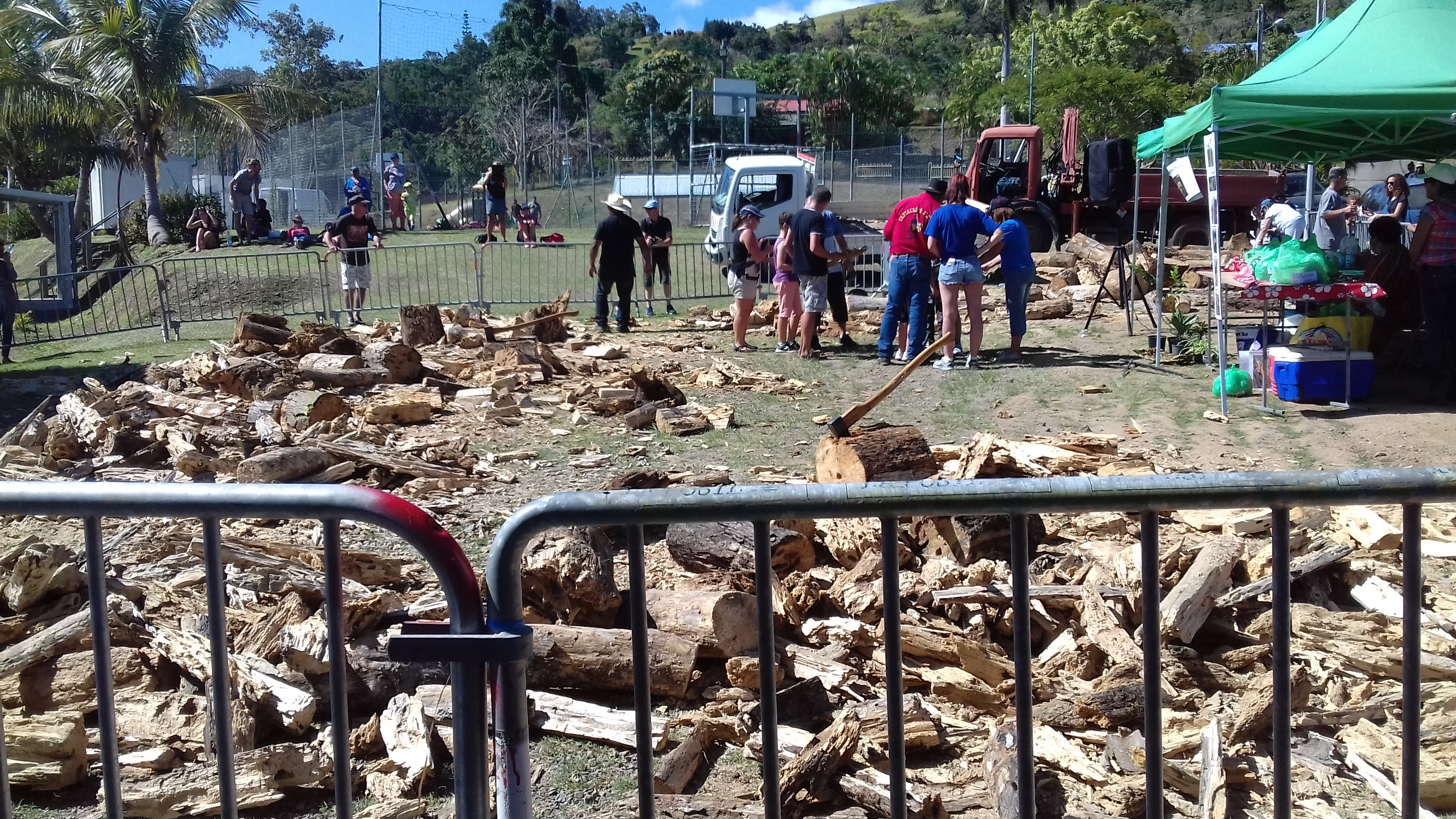
Concours de fouillage de vers de bancoule

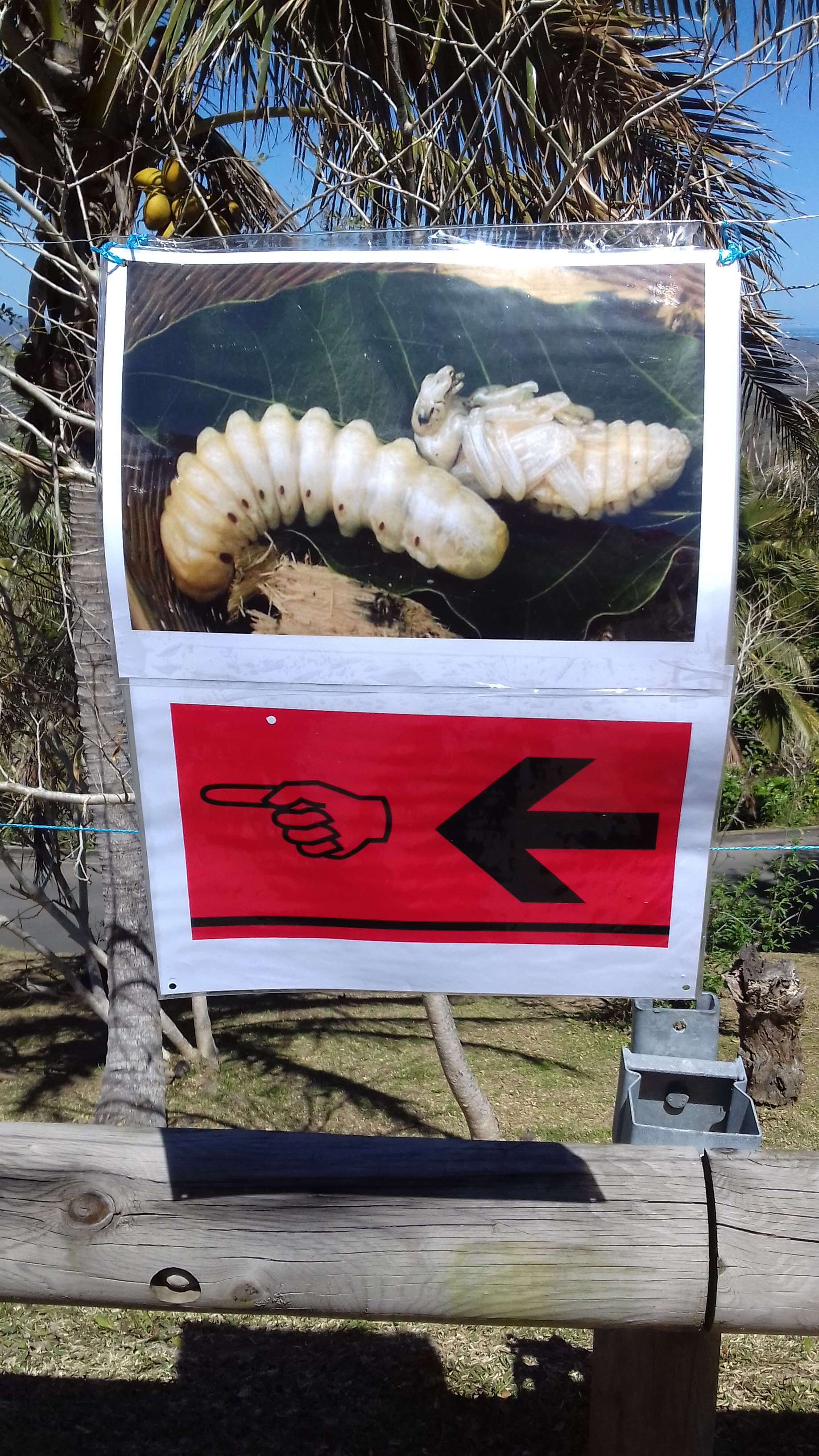
Signalétique présente lors de la fête du ver de bancoule, organisée chaque année au mois de septembre à Farino.

- Marché le deuxième dimanche du mois  notamment du cerf, de la confiture, des légumes, des fruits, des crabes et des plantes.
- Fêtes du Jardin
- En mars, fête de l'ouverture de la pêche au crabe
- En septembre, fête et marché du ver de bancoule, larve comestible de coléoptère. Farino est réputée en Nouvelle-Calédonie pour sa Fête du ver de bancoule. Cette fête propose divers produits artisanaux et organise des concours de fouillage et de dégustation du fameux ver de bancoule. Elle se déroule le deuxième dimanche de septembre sous la houlette d'Eliane Fogliani, mieux connue sous le nom de « Mamie Fogliani ». Celle-ci est réputée localement comme l'une des principales références culinaires en matière de cuisine caldoche, notamment à travers sa table d'hôte située à Farino ou par sa série de livres intitulés Recettes calédoniennes de Mamie Fogliani.

### Personnalités liées à la commune
- Jean Mariotti (1901-1975), auteur de romans et de contes.
- Mamie Fogliani
- Emile Barbou 1er facteur à cheval

## Repères nord-sud:RT1Moindou-Bouloupari
- commune de Moindou (Mwâhruu)
  - plage de la Garde (Né Ara Meuxi), gîte Les Nautiles,
  - Kéré,
  - baie de Moindou, île Saint-Dié (Nü Yéyé),
  - RM2 : Moméa,
  - RM25 : Oua-Oué (Wawé), et vers Bourail,
  - RM9-RM7 : Katrikoin (Table-Unio), et vers Bourail,
  - Petit Moindou,
  - Ryawa, palmiers royaux,
  - RM6 : La Résidence, ancienne demeure coloniale, sentier des Gorges de Moindou, barrage,
  - RM3 : Téremba, ancien fort Téremba, musée et circuit commémoratif, le Banian, baie de Téremba,
  - presqu'île de Tanghi, plages, île Mara, île Corbeille (Cotogi),
  - baie de Ouarail,
- commune de Farino (Udi Pwe)
  - VU et RP5 : Focola, Fonwhary (Fô Wari), Farino, Tendéa, Parc des Grandes Fougères, Plaine aux Truies, le Cœur de Farino,
- commune de Sarraméa (Xûâ Chârâmèa)
  - RP5 : Petit Couli (Kwyri Amure), Grand Couli (Kuriaati), col d'Amieu (Ö Chönaxwéta, 425 m); transversale RP5 : Koh, Kouaoua, Canala, Thio,
  - Sarraméa (Chara Méa), La Cuve (Timi, trou Feuillet), plateau de Dogny (1010 m), cascade, sentier botanique, vers Ema (Amé),
- commune de La Foa (Fo Xa)
  - Thia, marais d'Amboa, Apikwuanthaï,
  - La Foa, parc, passerelle suspendue Marguerite,
  - Nily, Méaré,
  - Les 4 routes, Pierrat (Pieta), auberge de Pierrat, Kouma, Ouipoin (Wi Pwê) (GR), Koindé (Xwi Déé), Réserve Botanique Spéciale du Pic Ningua, RP4 vers la côte est,
  - Naïna (Tôrô Méda), Naïna Parc,
  - vers Amboa, marais, Caillou, Presqu'île Lebris, île Lebris (Nai Nitaru),
  - déchetterie, Institut Agronomique Calédonien, La Petite Ferme, Pocquereux (randonnées),
  - aire de stationnement de Taïchen, La Foa Randonnées,
  - Forêt Noire, gîte,
  - Col du Bonhomme (Méé Xwaütobwé),
  - station Popidéry, vers la baie de Chambeyron,
  - aérodrome de Oua Tom, aéroclub, parachutisme,
  - presqu'île de Ouano, plages, wharf, Réserve Naturelle (dont îlots : N'Digoro, Kondoyo (Kâtiö)),
    - sentiers mangroves : Nipwinô (3,8 km, pointe nord, surf, deck), Nidöwé (4,6 km, palétuvier, oiseaux), Méégiwé (1,6 km, pic et table d'orientation),

  - vers l'intérieur : Oua Tom (Watom), Chez Georgette,
- commune de Bouloupari (Berepwari)
  - Camp Brun,
  - vallée de l'Oua Nonda : Ouaménie,
  - vers Gilles, presqu'île de Bouraké, ruines pénitentiaires, baie de Perseval, îles : Puen, Ténia, Leprédour, Ducos, Hugon,
  - vers Ouitchambo, Pic d'Outchambo,
  - vers Nassirah, col de Nassirah, Réserve de faune et de flore du Mont Do, transversale vers Thio,
  - Bouloupari(s),
  - vers base de Perseval, Port-Ouenghi, marina,
  - vers Ouinané, Nétéa, Dent de Saint-Vincent (1441 m),
  - vallée de la Ouenghi, golf
  - Tomo, wharf, aire de loisirs,
  - vallée de la Tontouta,
- commune de Païta
  - aéroport de La Tontouta